# Goyencourt
Goyencourt là một xã ở tỉnh Somme, vùng Hauts-de-France, Pháp.

## Địa lý
Thị trấn này tọa lạc at the D34 và đường D132, khoảng 27 dặm Anh về phía đông nam của Amiens. Kinh tế chủ yếu là trồng ngũ cốc.

## Dân số
| 1962                                                         | 1968 | 1975 | 1982 | 1990 | 1999 |
| ------------------------------------------------------------ | ---- | ---- | ---- | ---- | ---- |
| 113                                                          | 115  | 106  | 96   | 98   | 89   |
| Số liệu điều tra dân số từ năm 1962, dân số không tính trùng |      |      |      |      |      |

## Địa điểm nổi bật
- Nhà thờ hiện đại Saint-Martin
- Nhà nguyện Notre-Dame-de-Liesse